# Томас Е. Хендрикс
Томас Ендруз Хендрикс (енгл. Thomas Andrews Hendricks; Фултонхам, 7. септембар 1819 — Индијанаполис, 25. новембар 1885) је био амерички политичар који је служио као представник и сенатор из Индијане, 16. гувернер Индијане у периоду од 1873. до 1877. године, и као 21. потпредседник Сједињених Држава (1885). Био је први представник Демократске странке који је изабран за гувернера у Северним Сједињеним Државама након Грађанског рата, а како је бранио позиције Демократа у Сенату током рата, Хендрикс је брзо стекао популарност у Партији на националном нивоу. Након претходна два неуспела покушаја да победи на изборима за гувернера, његов мандат је обележила Паника 1873. године, која је конзумирала већину његове енергије. Супротстављала му се јака републиканска већина у Скупштини Индијане па није био у могућности да донесе ниједан значајнији закон. Хендрикс је неуспешно учествовао као кандидат Демократа за потпредседника на контроверзним изборима 1876. године, са председничким кандидатом Самјуелом Тилденом. Упркос лошем здрављу је прихватио поновну номинацију своје партије за потпредседника на изборима 1884. са председничким кандидатом Гровером Кливлендом. На изборима су победили али је Хендрикс био на дужности само осам месеци, док није умро.
Хендрикс је једини потпредседник Сједињених Држава (који није служио и као председник), чији се портрет појавио на папирном новцу. Његов гравирани портрет се појављује на сребрном сертификату од 10$ из 1886.
Томас Хендрикс је наставио низ председничких и потпредседничких кандидата из Индијане, који је трајао неколико деценија, јер је у то доба Индијана била једна од кључних држава на изборима у Сједињеним Државама.